# Ann-Katrin Naidu
Ann-Katrin Naidu ist eine deutsche Opernsängerin (Mezzosopran).

## Leben
Ihre Ausbildung erhielt Ann-Katrin Naidu an der Hochschule für Musik und darstellende Kunst in ihrer Heimatstadt Stuttgart und an der Universität Tübingen. Schon während des Studiums sang sie an der Württembergischen Staatsoper und anschließend im Festvertrag an den Opernhäusern von Saarbrücken und Mannheim, wo sie in großen Mezzopartien wie Charlotte, Mignon und Sextus zu erleben war.
Ann-Katrin Naidu verkörperte am Staatstheater Gärtnerplatz über 80 Bühnenrollen, darunter Carmen, Johanna von Orléans, Niklas, Cherubino, Hänsel, Komponist, Prinz Orlofsky, Boccaccio und Fata Morgana. Sie ist auch an der Bayerischen Staatsoper für Opern wie La Traviata, Der Ring des Nibelungen und Falstaff engagiert. Neben ihrer Tätigkeit als Opernsängerin ist sie mit ihrem Konzertrepertoire regelmäßig in vielen Ländern zu hören.
Neben ihren Gastspielen als Opernsängerin ist Ann-Katrin Naidu mit ihrem umfangreichen Konzertrepertoire von den großen Oratorien Bachs über Verdis Requiem und Gustav Mahlers Sinfonien bis hin zu zeitgenössischen Werken bei den großen Musikfestivals vertreten. Sie gastierte in Japan, China, Israel, Südafrika und in den USA und wirkte als Solistin bei zahlreichen Uraufführungen mit. Sie sang mit den wichtigsten deutschen Orchestern. So trat sie mit Mahlers Liedern eines fahrenden Gesellen und seiner 3. Sinfonie, in der sie den Altpart sang, in Tokio und bei den Prager Herbstfestspielen auf. 2001 gab sie ihr Debüt an der Mailänder Scala als Laura in Luisa Miller. 2004 nahm sie mit Robert Kulek eine CD auf. 2005 war sie bei der Neuinszenierung von Hoffmanns Erzählungen an der Oper in Seattle zu hören. Im Jahre 2007 wirkte sie bei der Neuinszenierung vom Rheingold in Valencia und Florenz mit.
Zu den Dirigenten, mit denen Ann-Katrin Naidu gearbeitet hat, gehören Zubin Mehta, Lorin Maazel, Kent Nagano und Christian Thielemann.
2019 wurde sie vom Bayerischen Staatsminister zur Kammersängerin ernannt. Die Jazzmusikerin Alma Naidu ist ihre Tochter.

## Diskografie
- Nachtwanderer (Lieder von Brahms, Hensel, Wolf und Strauss), 2004
- Die Walküre

(Mehta, Meier, Seiffert, Schnaut, Bayerisches Staatsorchester München)
Erscheinungsdatum: 23. Oktober 2002 Label: Farao